# Erin Johnson
Erin Johnson (* 27. Dezember 1990 in Crystal Lake, Illinois, Vereinigte Staaten) ist eine ehemalige US-amerikanische Volleyballspielerin und gegenwärtige -trainerin.

## Karriere
Johnson begann ihre Karriere im Volleyballteam der University of Illinois, wo sie zwischen 2009 und 2012 aktiv war. In dieser Zeit gelangen der Mittelblockerin 471 Blockpunkte in 125 Spielen, was Platz 6 in der ewigen Block-Bestenliste der Universität bedeutete; weiterhin trug sie durchschnittlich 2,18 Punkte pro Satz bei. Nach ihrem Abschluss war Johnson ab 2012 als Trainerin im Jugendbereich tätig und spielte im Jahr 2014 im Rahmen eines viermonatigen Engagements für den österreichischen Verein ASKÖ Linz-Steg. Ende Juli 2016 gab der deutsche Volleyballmeister und -pokalsieger Dresdner SC die Verpflichtung von Erin Johnson bekannt. Dort gelang Johnson mit der Mannschaft das Erreichen des dritten Platzes in der Meisterschaftswertung, wobei die Mittelblockerin in den entscheidenden Play-off-Spielen verletzungsbedingt ausfiel. Nach dem Saisonende verließ sie den Verein aus der Elbstadt und beendete ihre aktive sportliche Laufbahn.
Zur Saison 2018/19 wurde sie Co-Trainerin der Männervolleyballmannschaft UC Irvine.